# ネオフォーク
ネオフォーク（Neofolk）は、ポスト・インダストリアル・シーンから現れたフォーク・ミュージックにインスパイアされた実験音楽のジャンル。

## 概要
ネオフォークは単なるフォーク・ミュージックなこともあるが、ピアノ、弦楽器、インダストリアル・ミュージックや実験音楽の要素などを取り入れたアコースティック音楽の場合もある。扱うテーマにはいろいろなものがある。代表的なバンドにはスワンズやコイルなどがいる。

## 歴史

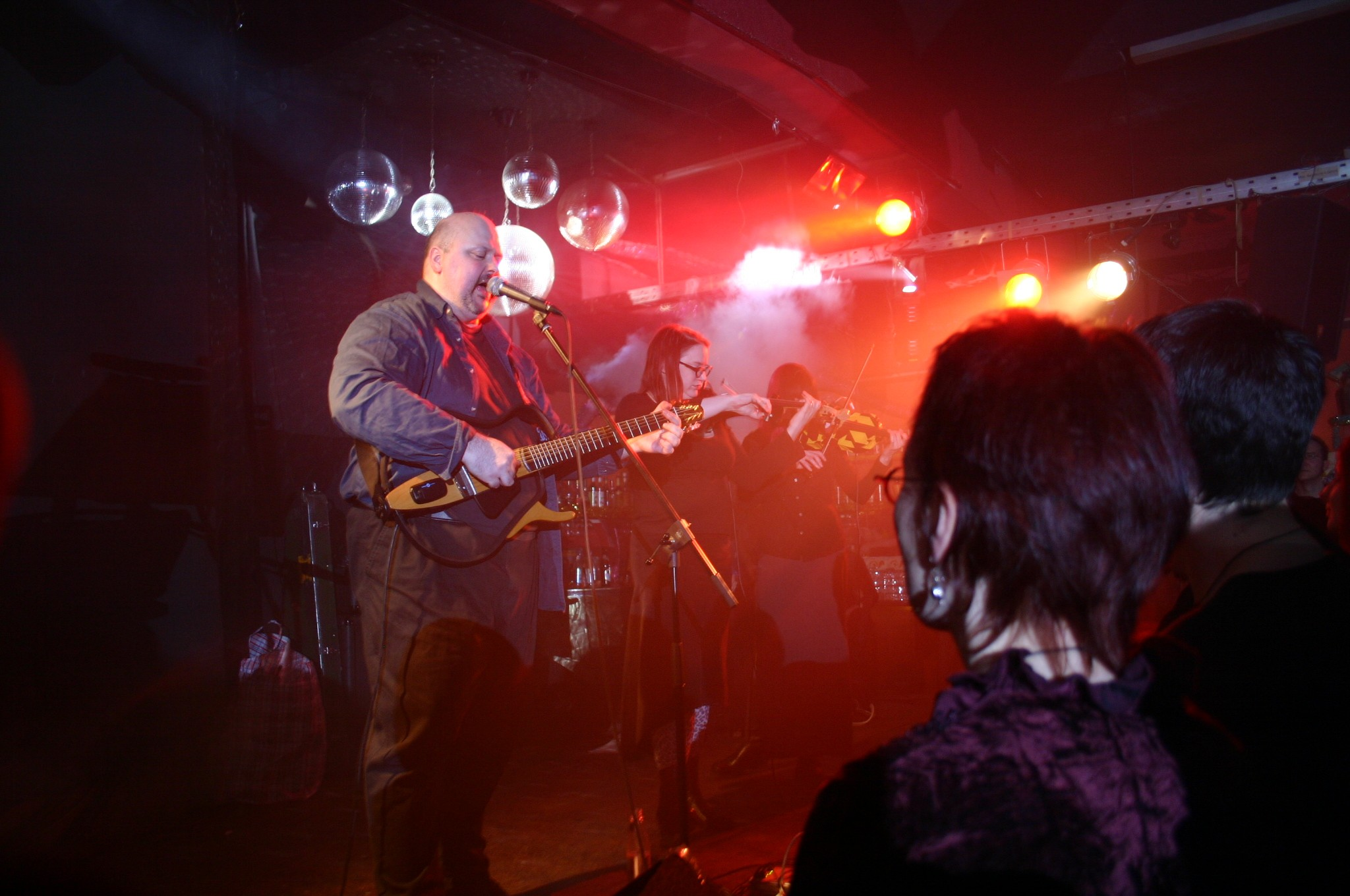
コンサートをするSol Invictus

「ネオフォーク」という言葉は、20世紀末頃にダグラス・ピアース (デス・イン・ジューン)、トニー・ウェイクフォード (ソル・インヴィクタス)や、デヴィッド・チベット (カレント93)などから影響を受けたミュージシャンを表現するため、秘教的音楽界の人たちが使いはじめたのがもともとの語源だという。
現在のネオフォークが持つサウンドやテーマと類似した点の多いアングロサクソン系の北米フォーク・ミュージックの存在は、1960年代まで遡ることができる。ヴァルカンズ・ハマー、チェンジス、レナード・コーエン、コーマスなどのようなフォーク・ミュージシャン達は、のちにネオフォーク・シーンに影響を与えることとなる先駆者だといえる。ほかには、ルー・リードなどのヴェルヴェット・アンダーグラウンドのメンバーたちがバンドの活動後期に探求した音楽性も、主な影響源としてあげられる。

## 文化
ネオフォーク・シーンに属するミュージシャンの大半は、古代的、文化的、文学的な引用に重きを置いている。また、秘儀的な内容や歴史的なトピックなどと並んで、その土地特有の伝統や土着的な信仰といったテーマが多用される傾向にある。
ネオペイガニズム（復興異教主義）や神秘学も、多くのアーティストが言及するようなテーマにおいて一役買っている。例えば、ネオフォークではルーン文字やヨーロッパの異教徒の遺跡のような、古代の文化に関心を示すような表象がよく現れる。ジャンルの始祖やシーンに属しているアーティストたちの中には、このような図像を頻用する理由について、広域で起きたネオペイガニズムのリヴァイヴァルの一翼を彼らが担ったからだと説明するものもいる。

## 関連する用語や音楽性

### アポカリプティック・フォーク
「アポカリプティック・フォーク」はネオフォークよりも古い言葉であり、デヴィッド・チベットが自身のバンド、カレント93の1980年代後期から1990年代初期の音楽性を表現するために使った用語である。もともと、チベット自身はフォーク・ミュージックとの関係性を表すことを意図していなかった。むしろ、カレント93は「黙示録的な人々(apocalyptic folk[s])」によって出来ているということを表現したかったのだという。チベットとカレント93は面白半分ではあるが、イングランドの伝統的な民謡のカバーに手を出したこともあり、チベット自身もイングランドのフォークシンガー、シャーリー・コリンズの大ファンである。

### フォーク・ノワール
このジャンルのミュージシャンを表現するのに、ダーク・フォークやペイガン・フォークといった言葉が使われることもあるが、その定義は曖昧である。こういったジャンル名は、ネオフォークとは関係のない様々な形式のジャンルを表現する包括的用語とも言える。

### マーシャル・インダストリアル
マーシャル・インダストリアル（ミリタリー・ポップと呼ばれることもある）は、ネオフォークと多くの共通点を持っており、ネオフォーク・シーンと密接に関係しながら勃興したジャンルである。

## 主なアーティスト
- アガロク
- Andrea Haugen[2]
- Ataraxia[7]
- Changes[8]
- Shana Cleveland[9]
- コイル
- カレント93
- デス・イン・ジューン[10]
- Emily Jane White[11]
- Faun[12]
- Harvest Rain[13]
- Kirlian Camera[2]
- ニュートラル・ミルク・ホテル
- Nic Nassuet[14]
- Orplid[12]
- Sorrow[2]
- Sharon Knight[15]
- Sol Invictus[16]
- スワンズ
- Tenhi

## 日本の新世代フォーク
日本国内においては、「ネオフォーク」の語はかなり意味合いの違う使われ方をしており、1990年代後半から2000年代前半にデビューしたフォーク系ミュージシャンに「新世代フォーク」の意味合いで使用されることが多い。当時、路上弾き語りからデビューするミュージシャンが多く、OKmusic編集部は音楽ジャンルというよりも、彼らをカテゴライズするためにできた用語と評している。

### 日本の新世代フォークとされる主なアーティスト
- ゆず[18][19]
- 19[17]
- コブクロ[19]
- 唄人羽[19]
- サスケ[19]
- 平川地一丁目[19]
- ブリーフ&トランクス[20]